# Canada ai XXI Giochi olimpici invernali
Il Canada ha partecipato ai XXI Giochi olimpici invernali di Vancouver, che si sono svolti dal 12 al 28 febbraio 2010, con una delegazione di 206 atleti. È stata la squadra ospitante di questa edizione dei giochi.

## Medaglie
| Sport                   | Oro | Argento | Bronzo | Totale |
| ----------------------- | --- | ------- | ------ | ------ |
| Short track             | 2   | 2       | 1      | 5      |
| Pattinaggio di velocità | 2   | 1       | 2      | 5      |
| Freestyle               | 2   | 1       | 0      | 3      |
| Snowboard               | 2   | 1       | 0      | 3      |
| Hockey su ghiaccio      | 2   | 0       | 0      | 2      |
| Bob                     | 1   | 1       | 1      | 3      |
| Curling                 | 1   | 1       | 0      | 2      |
| Pattinaggio di figura   | 1   | 0       | 1      | 2      |
| Skeleton                | 1   | 0       | 0      | 1      |
| Totale                  | 14  | 7       | 5      | 26     |

| Medaglia | Atleta                                                                                   | Sport                   | Evento                          |
| -------- | ---------------------------------------------------------------------------------------- | ----------------------- | ------------------------------- |
| Oro      | Kaillie Humphries Heather Moyse                                                          | Bob                     | Bob a due femminile             |
| Oro      | Kevin Martin John Morris Marc Kennedy Ben Hebert Adam Enright                            | Curling                 | Torneo maschile                 |
| Oro      | Alexandre Bilodeau                                                                       | Freestyle               | Gobbe maschile                  |
| Oro      | Ashleigh McIvor                                                                          | Freestyle               | Ski cross femminile             |
| Oro      | Canada                                                                                   | Hockey su ghiaccio      | Torneo maschile                 |
| Oro      | Canada                                                                                   | Hockey su ghiaccio      | Torneo femminile                |
| Oro      | Tessa Virtue Scott Moir                                                                  | Pattinaggio di figura   | Danza su ghiaccio               |
| Oro      | Christine Nesbitt                                                                        | Pattinaggio di velocità | 1000 m femminile                |
| Oro      | Mathieu Giroux Lucas Makowsky Denny Morrison                                             | Pattinaggio di velocità | Inseguimento a squadre maschile |
| Oro      | Charles Hamelin                                                                          | Short track             | 500 m maschile                  |
| Oro      | Guillaume Bastille Charles Hamelin François Hamelin Olivier Jean François-Louis Tremblay | Short track             | 5000 m staffetta maschile       |
| Oro      | Jon Montgomery                                                                           | Skeleton                | Singolo maschile                |
| Oro      | Jasey-Jay Anderson                                                                       | Snowboard               | Gigante parallelo maschile      |
| Oro      | Maëlle Ricker                                                                            | Snowboard               | Snowboard cross femminile       |
| Argento  | Helen Upperton Shelley-Ann Brown                                                         | Bob                     | Bob a due femminile             |
| Argento  | Cheryl Bernard Susan O'Connor Carolyn Darbyshire Cori Bartel Kristie Moore               | Curling                 | Torneo femminile                |
| Argento  | Jennifer Heil                                                                            | Freestyle               | Gobbe femminile                 |
| Argento  | Kristina Groves                                                                          | Pattinaggio di velocità | 1500 m femminile                |
| Argento  | Marianne St-Gelais                                                                       | Short track             | 500 m femminile                 |
| Argento  | Jessica Gregg Valérie Maltais Kalyna Roberge Marianne St-Gelais                          | Short track             | 3000 m staffetta femminile      |
| Argento  | Mike Robertson                                                                           | Snowboard               | Snowboard cross maschile        |
| Bronzo   | Lyndon Rush David Bissett Lascelles Brown Chris le Bihan                                 | Bob                     | Bob a quattro maschile          |
| Bronzo   | Joannie Rochette                                                                         | Pattinaggio di figura   | Individuale femminile           |
| Bronzo   | Kristina Groves                                                                          | Pattinaggio di velocità | 3000 m femminile                |
| Bronzo   | Clara Hughes                                                                             | Pattinaggio di velocità | 5000 m femminile                |
| Bronzo   | François-Louis Tremblay                                                                  | Short track             | 500 m maschile                  |

## Biathlon
| Gara                    | Atleta                                                               | Penalità    | Tempo d'arrivo | Posizione |
| ----------------------- | -------------------------------------------------------------------- | ----------- | -------------- | --------- |
| 10 km sprint            | Jean-Philippe Le Guellec                                             | 1 (0+1)     | 24'57"6        | 6         |
| 12,5 km inseguimento    | Jean-Philippe Le Guellec                                             | 2 (0+1+0+1) | 34'51"9        | 11        |
| 15 km partenza in linea | Jean-Philippe Le Guellec                                             | 7 (0+4+0+3) | 39'18"5        | 30        |
| 20 km individuale       | Jean-Philippe Le Guellec                                             | 2 (0+1+1+0) | 50'47"1        | 13        |
| Staffetta 4x7,5 km      | Robin Clegg Marc-André Bédard Brendan Green Jean-Philippe Le Guellec | 0+3 0+4     | 1h 24'50"7     | 10        |

| Gara               | Atleta                                               | Penalità    | Tempo d'arrivo | Posizione |
| ------------------ | ---------------------------------------------------- | ----------- | -------------- | --------- |
| 7,5 km sprint      | Rosanna Crawford                                     | 0 (0+0)     | 23'04"6        | 72        |
| 7,5 km sprint      | Megan Imrie                                          | 3 (1+2)     | 23'17"0        | 76        |
| 7,5 km sprint      | Zina Kocher                                          | 3 (1+2)     | 22'35"8        | 65        |
| 7,5 km sprint      | Megan Tandy                                          | 0 (0+0)     | 22'07"7        | 46        |
| 10 km inseguimento | Megan Tandy                                          | 1 (1+0+0+0) | 34'02"2        | 36        |
| 15 km individuale  | Rosanna Crawford                                     | 4 (1+2+0+1) | 49'22"1        | 76        |
| 15 km individuale  | Megan Imrie                                          | 4 (2+1+0+1) | 47'05"8        | 62        |
| 15 km individuale  | Zina Kocher                                          | 6 (1+0+0+5) | 48'19"3        | 72        |
| 15 km individuale  | Megan Tandy                                          | 3 (1+1+0+1) | 46'04"3        | 50        |
| Staffetta 4x6 km   | Megan Imrie Zina Kocher Rosanna Crawford Megan Tandy | 1+7 0+5     | 1h 14'25"5     | 15        |

## Bob
| Gara                   | Equipaggio                                                              | Manche 1 | Manche 2 | Manche 3 | Manche 4 | Totale  | Posizione |
| ---------------------- | ----------------------------------------------------------------------- | -------- | -------- | -------- | -------- | ------- | --------- |
| Bob a due maschile     | Lyndon Rush Lascelles Brown (1ª-2ª manche) David Bissett (3ª-4ª manche) | 51"67    | 54"70    | 51"93    | 52"16    | 3'30"46 | 15        |
| Bob a due maschile     | Pierre Lueders Jesse Lumsden                                            | 51"94    | 52"12    | 51"87    | 51"94    | 3'27"87 | 5         |
| Bob a quattro maschile | Lyndon Rush David Bissett Lascelles Brown Chris le Bihan                | 51"12    | 51"03    | 51"24    | 51"46    | 3'24"85 |           |
| Bob a quattro maschile | Pierre Lueders Justin Kripps Neville Wright Jesse Lumsden               | 51"27    | 51"29    | 51"50    | 51"54    | 3'25"60 | 5         |
| Bob a due femminile    | Kaillie Humphries Heather Moyse                                         | 53"19 TR | 53"01 TR | 52"85 TR | 53"23    | 3'32"28 |           |
| Bob a due femminile    | Helen Upperton Shelley-Ann Brown                                        | 53"50    | 53"12    | 53"34    | 53"17    | 3'33"13 |           |

## Combinata nordica
| Gara       | Atleta         | Salto  | Salto | Salto | Fondo   | Fondo            | Pos. |
| Gara       | Atleta         | Lungh. | Punti | Pos.  | Tempo   | Tempo + distacco | Pos. |
| ---------- | -------------- | ------ | ----- | ----- | ------- | ---------------- | ---- |
| NH + 10 km | Jason Myslicki | 86,0   | 93,0  | 43    | 27'20"7 | 30'10"7          | 45   |
| LH + 10 km | Jason Myslicki | 99,5   | 69,3  | 42    | 27'02"4 | 30'53"4          | 44   |

## Curling

### Torneo maschile
La squadra è stata composta da:
- Kevin Martin (skip)
- John Morris (third)
- Marc Kennedy (second)
- Ben Hebert (lead)
- Adam Enright (alternate)

#### Prima fase
| Sessione | Squadre     | Finale | 1 | 2 | 3 | 4 | 5 | 6 | 7 | 8 | 9 | 10 | 11 |
| -------- | ----------- | ------ | - | - | - | - | - | - | - | - | - | -- | -- |
| 1        | Norvegia    | 6      | 0 | 0 | 1 | 0 | 3 | 0 | 0 | 0 | 0 | 2  | 0  |
| 1        | Canada      | 7      | 0 | 3 | 0 | 2 | 0 | 0 | 0 | 0 | 1 | 0  | 1  |
| 2        | Canada      | 9      | 2 | 0 | 0 | 0 | 2 | 0 | 3 | 0 | 2 | X  |    |
| 2        | Germania    | 4      | 0 | 0 | 2 | 0 | 0 | 1 | 0 | 1 | 0 | X  |    |
| 4        | Canada      | 7      | 2 | 0 | 0 | 0 | 3 | 1 | 0 | 0 | 1 | X  |    |
| 4        | Svezia      | 3      | 0 | 0 | 0 | 1 | 0 | 0 | 1 | 1 | 0 | X  |    |
| 5        | Francia     | 5      | 0 | 0 | 2 | 0 | 1 | 1 | 1 | 0 | X | X  |    |
| 5        | Canada      | 12     | 1 | 3 | 0 | 5 | 0 | 0 | 0 | 3 | X | X  |    |
| 6        | Danimarca   | 3      | 1 | 0 | 1 | 0 | 1 | 0 | X | X | X | X  |    |
| 6        | Canada      | 10     | 0 | 2 | 0 | 5 | 0 | 3 | X | X | X | X  |    |
| 8        | Canada      | 7      | 0 | 2 | 0 | 1 | 0 | 2 | 0 | 0 | 0 | 2  |    |
| 8        | Regno Unito | 6      | 0 | 0 | 3 | 0 | 1 | 0 | 1 | 1 | 0 | 0  |    |
| 9        | Svizzera    | 4      | 0 | 1 | 0 | 0 | 0 | 1 | 0 | 2 | 0 | 0  |    |
| 9        | Canada      | 6      | 2 | 0 | 1 | 0 | 0 | 0 | 2 | 0 | 0 | 1  |    |
| 10       | Canada      | 7      | 0 | 1 | 0 | 2 | 0 | 1 | 1 | 0 | 2 | X  |    |
| 10       | Stati Uniti | 2      | 1 | 0 | 1 | 0 | 0 | 0 | 0 | 0 | 0 | X  |    |
| 12       | Cina        | 3      | 0 | 1 | 0 | 1 | 0 | 1 | 0 | X | X | X  |    |
| 12       | Canada      | 10     | 4 | 0 | 1 | 0 | 1 | 0 | 4 | X | X | X  |    |

Classifica
| Squadre     | G | V | P | PF | PS |
| ----------- | - | - | - | -- | -- |
| Canada      | 9 | 9 | 0 | 75 | 37 |
| Norvegia    | 9 | 7 | 2 | 64 | 43 |
| Svizzera    | 9 | 6 | 3 | 53 | 44 |
| Svezia      | 9 | 5 | 4 | 50 | 52 |
| Regno Unito | 9 | 5 | 4 | 57 | 44 |
| Germania    | 9 | 4 | 5 | 48 | 60 |
| Francia     | 9 | 3 | 6 | 37 | 63 |
| Cina        | 9 | 2 | 7 | 52 | 60 |
| Danimarca   | 9 | 2 | 7 | 45 | 63 |
| Stati Uniti | 9 | 2 | 7 | 43 | 59 |

#### Seconda fase
| Turno      | Squadre  | Finale | 1 | 2 | 3 | 4 | 5 | 6 | 7 | 8 | 9 | 10 |
| ---------- | -------- | ------ | - | - | - | - | - | - | - | - | - | -- |
| Semifinale | Svezia   | 3      | 0 | 0 | 1 | 0 | 0 | 0 | 0 | 1 | 1 | X  |
| Semifinale | Canada   | 6      | 0 | 1 | 0 | 1 | 2 | 2 | 0 | 0 | 0 | X  |
| Finale     | Canada   | 6      | 0 | 1 | 0 | 1 | 1 | 0 | 2 | 0 | 1 | X  |
| Finale     | Norvegia | 3      | 0 | 0 | 0 | 0 | 0 | 2 | 0 | 1 | 0 | X  |

### Torneo femminile
La squadra è stata composta da:
- Cheryl Bernard (skip)
- Susan O'Connor (third)
- Carolyn Darbyshire (second)
- Cori Bartel (lead)
- Kristie Moore (alternate)

#### Prima fase
| Sessione | Squadre     | Finale | 1 | 2 | 3 | 4 | 5 | 6 | 7 | 8 | 9 | 10 | 11 |
| -------- | ----------- | ------ | - | - | - | - | - | - | - | - | - | -- | -- |
| 1        | Canada      | 5      | 0 | 0 | 1 | 0 | 0 | 2 | 0 | 1 | 0 | 1  |    |
| 1        | Svizzera    | 4      | 0 | 0 | 0 | 2 | 0 | 0 | 1 | 0 | 1 | 0  |    |
| 2        | Giappone    | 6      | 0 | 3 | 0 | 0 | 0 | 2 | 0 | 0 | 1 | 0  |    |
| 2        | Canada      | 7      | 0 | 0 | 2 | 0 | 2 | 0 | 0 | 1 | 0 | 2  |    |
| 4        | Canada      | 6      | 0 | 0 | 0 | 2 | 0 | 2 | 0 | 1 | 0 | 0  | 1  |
| 4        | Germania    | 5      | 0 | 1 | 0 | 0 | 1 | 0 | 1 | 0 | 1 | 1  | 0  |
| 6        | Danimarca   | 4      | 0 | 1 | 0 | 0 | 0 | 2 | 0 | 0 | 0 | 1  | 0  |
| 6        | Canada      | 5      | 1 | 0 | 0 | 1 | 0 | 0 | 0 | 1 | 1 | 0  | 1  |
| 8        | Canada      | 9      | 0 | 0 | 4 | 0 | 2 | 0 | 3 | X | X | X  |    |
| 8        | Stati Uniti | 2      | 0 | 1 | 0 | 0 | 0 | 1 | 0 | X | X | X  |    |
| 9        | Cina        | 6      | 2 | 1 | 0 | 1 | 0 | 0 | 0 | 1 | 0 | 0  | 1  |
| 9        | Canada      | 5      | 0 | 0 | 1 | 0 | 1 | 1 | 1 | 0 | 0 | 1  | 0  |
| 10       | Svezia      | 2      | 0 | 0 | 0 | 0 | 1 | 0 | 0 | 0 | 1 | X  |    |
| 10       | Canada      | 6      | 0 | 2 | 1 | 1 | 0 | 0 | 1 | 1 | 0 | X  |    |
| 11       | Canada      | 6      | 0 | 1 | 0 | 1 | 0 | 1 | 1 | 1 | 0 | 0  | 1  |
| 11       | Regno Unito | 5      | 0 | 0 | 2 | 0 | 0 | 0 | 0 | 0 | 2 | 1  | 0  |
| 12       | Canada      | 7      | 0 | 0 | 0 | 1 | 0 | 4 | 0 | 1 | 1 | X  |    |
| 12       | Russia      | 3      | 0 | 1 | 0 | 0 | 1 | 0 | 1 | 0 | 0 | X  |    |

Classifica
| Squadre     | G | V | P | PF | PS |
| ----------- | - | - | - | -- | -- |
| Canada      | 9 | 8 | 1 | 56 | 37 |
| Svezia      | 9 | 7 | 2 | 56 | 52 |
| Cina        | 9 | 6 | 3 | 61 | 47 |
| Svizzera    | 9 | 6 | 3 | 67 | 48 |
| Danimarca   | 9 | 4 | 5 | 49 | 61 |
| Germania    | 9 | 3 | 6 | 52 | 56 |
| Regno Unito | 9 | 3 | 6 | 54 | 59 |
| Giappone    | 9 | 3 | 6 | 64 | 70 |
| Russia      | 9 | 3 | 6 | 53 | 60 |
| Stati Uniti | 9 | 2 | 7 | 43 | 65 |

#### Seconda fase
| Turno      | Squadre  | Finale | 1 | 2 | 3 | 4 | 5 | 6 | 7 | 8 | 9 | 10 | 11 |
| ---------- | -------- | ------ | - | - | - | - | - | - | - | - | - | -- | -- |
| Semifinale | Canada   | 6      | 1 | 0 | 2 | 0 | 0 | 2 | 0 | 0 | 1 | 0  |    |
| Semifinale | Svizzera | 5      | 0 | 1 | 0 | 1 | 1 | 0 | 0 | 1 | 0 | 1  |    |
| Finale     | Canada   | 6      | 0 | 1 | 0 | 1 | 0 | 1 | 2 | 0 | 1 | 0  | 0  |
| Finale     | Svezia   | 7      | 0 | 0 | 2 | 0 | 2 | 0 | 0 | 0 | 0 | 2  | 1  |

## Freestyle
| Gara            | Atleta                    | Qualificazioni | Qualificazioni | Qualificazioni | Qualificazioni | Qualificazioni | Finale | Finale | Finale | Finale | Finale    |
| Gara            | Atleta                    | Curve          | Salti          | Tempo          | Totale         | Posizione      | Curve  | Salti  | Tempo  | Totale | Posizione |
| --------------- | ------------------------- | -------------- | -------------- | -------------- | -------------- | -------------- | ------ | ------ | ------ | ------ | --------- |
| Gobbe maschile  | Alexandre Bilodeau        | 13,5           | 5,26           | 6,72           | 25,48          | 2              | 14,1   | 5,44   | 7,21   | 26,75  |           |
| Gobbe maschile  | Maxime Gingras            | 12,7           | 4,88           | 6,79           | 24,37          | 6              | 12,0   | 5,03   | 7,10   | 24,13  | 11        |
| Gobbe maschile  | Vincent Marquis           | 12,5           | 4,52           | 6,69           | 23,71          | 13             | 13,6   | 5,04   | 7,24   | 25,88  | 4         |
| Gobbe maschile  | Pierre-Alexandre Rousseau | 12,9           | 4,76           | 6,70           | 24,36          | 7              | 13,9   | 5,05   | 6,88   | 25,83  | 5         |
| Gobbe femminile | Chloé Dufour-Lapointe     | 12,2           | 5,36           | 6,18           | 23,74          | 9              | 12,7   | 4,93   | 6,24   | 23,87  | 5         |
| Gobbe femminile | Jennifer Heil             | 13,7           | 5,10           | 6,70           | 25,50          | 2              | 13,7   | 4,98   | 7,01   | 25,69  |           |
| Gobbe femminile | Kristi Richards           | 13,0           | 5,10           | 6,53           | 24,63          | 4              | 1,6    | 2,76   | 0      | 4,36   | 20        |

| Gara            | Atleta           | Qualificazioni | Qualificazioni | Qualificazioni | Qualificazioni | Finale   | Finale   | Finale | Finale    |
| Gara            | Atleta           | 1° salto       | 2° salto       | Totale         | Posizione      | 1° salto | 2° salto | Totale | Posizione |
| --------------- | ---------------- | -------------- | -------------- | -------------- | -------------- | -------- | -------- | ------ | --------- |
| Salti maschile  | Kyle Nissen      | 123,75         | 109,96         | 233,71         | 9              | 126,92   | 112,39   | 239,31 | 5         |
| Salti maschile  | Steve Omischl    | 116,15         | 117,73         | 233,88         | 8              | 112,39   | 121,27   | 233,66 | 8         |
| Salti maschile  | Warren Shouldice | 122,79         | 113,14         | 235,93         | 6              | 94,03    | 129,27   | 223,30 | 10        |
| Salti femminile | Veronika Bauer   | 94,47          | 65,99          | 160,46         | 16             |          |          |        |           |

| Gara                | Atleta                | Qualificazioni | Qualificazioni | Ottavi | Quarti | Semifinali | Finale |
| ------------------- | --------------------- | -------------- | -------------- | ------ | ------ | ---------- | ------ |
| Ski cross maschile  | Davey Barr            | 1'14"98        | 25             | 2      | 2      | 3          | 6      |
| Ski cross maschile  | Christopher Del Bosco | 1'12"89        | 2              | 1      | 1      | 2          | 4      |
| Ski cross maschile  | Stanley Hayer         | 1'13"74        | 10             | 2      | 4      |            |        |
| Ski cross femminile | Ashleigh McIvor       | 1'17"17        | 2              | 1      | 1      | 2          |        |
| Ski cross femminile | Julia Murray          | 1'19"54        | 14             | 2      | 4      |            |        |
| Ski cross femminile | Danielle Poleschuk    | 1'17"94        | 10             | 3      |        |            |        |
| Ski cross femminile | Kelsey Serwa          | 1'17"94        | 4              | 1      | 1      | 3          | 5      |

## Hockey su ghiaccio

### Torneo maschile

#### Roster
La squadra maschile è composta da:
- Roberto Luongo
- Martin Brodeur
- Marc-André Fleury
- Dan Boyle
- Drew Doughty
- Duncan Keith
- Scott Niedermayer
- Chris Pronger
- Brent Seabrook
- Shea Weber
- Patrice Bergeron
- Sidney Crosby
- Ryan Getzlaf
- Dany Heatley
- Jarome Iginla
- Patrick Marleau
- Brenden Morrow
- Rick Nash
- Corey Perry
- Mike Richards
- Eric Staal
- Joe Thornton
- Jonathan Toews

#### Prima fase
| Vancouver 16 febbraio 2010, ore 16:30 UTC-8 | Canada | 8 – 0 (0-0, 3-0, 5-0) referto | Norvegia | Canada Hockey Place (16.652 spett.) |

| Vancouver 18 febbraio 2010, ore 16:30 UTC-8 | Svizzera | 2 – 3 SO (0-1, 2-1, 0-0, 0-0, 0/4, 1/4) referto | Canada | Canada Hockey Place |

| Vancouver 21 febbraio 2010, ore 16:45 UTC-8 | Canada | 3 – 5 (1-2, 1-1, 1-2) referto | Stati Uniti | Canada Hockey Place |

Classifica
| Squadre     | Punti | PG | V | VOT | POT | P | GF | GS | DG  |
| ----------- | ----- | -- | - | --- | --- | - | -- | -- | --- |
| Stati Uniti | 9     | 3  | 3 | 0   | 0   | 0 | 14 | 5  | +9  |
| Canada      | 5     | 3  | 1 | 1   | 0   | 1 | 14 | 7  | +7  |
| Svizzera    | 3     | 3  | 0 | 1   | 1   | 1 | 8  | 10 | -2  |
| Norvegia    | 1     | 3  | 0 | 0   | 1   | 2 | 5  | 19 | -14 |

#### Fase ad eliminazione diretta
Playoff
| Vancouver 23 febbraio 2010, ore 16:30 UTC-8 | Canada | 8 – 2 (1-0, 3-1, 4-1) referto | Germania | Canada Hockey Place |

Quarti di finale
| Vancouver 24 febbraio 2010, ore 16:30 UTC-8 | Russia | 3 – 7 (1-4, 2-3, 0-0) referto | Canada | Canada Hockey Place |

Semifinale
| Vancouver 26 febbraio 2010, ore 18:30 UTC-8 | Canada | 3 – 2 (2-0, 1-0, 0-2) referto | Slovacchia | Canada Hockey Place |

Finale
| Vancouver 28 febbraio 2010, ore 12:15 UTC-8 | Stati Uniti | 2 – 3 (d.t.s.) (0-1 1-1 1-0 0-1) referto | Canada | Canada Hockey Place |

### Torneo femminile

#### Roster
La squadra femminile è composta da:
- Charline Labonté
- Kim St-Pierre
- Shannon Szabados
- Tessa Bonhomme
- Carla MacLeod
- Becky Kellar
- Colleen Sostorics
- Meaghan Mikkelson
- Catherine Ward
- Meghan Agosta
- Gillian Apps
- Jennifer Botterill
- Jayna Hefford
- Haley Irwin
- Rebecca Johnston
- Gina Kingsbury
- Caroline Ouellette
- Cherie Piper
- Marie-Philippe Poulin
- Sarah Vaillancourt
- Hayley Wickenheiser

#### Prima fase
| Vancouver 13 febbraio 2010, ore 17:00 UTC-8 | Canada | 18 – 0 (7-0, 6-0, 5-0) referto | Slovacchia | Canada Hockey Place (16.496 spett.) |

| Vancouver 15 febbraio 2010, ore 14:30 UTC-8 | Svizzera | 1 – 10 (0-2, 1-3, 0-5) referto | Canada | UBC Winter Sports Centre (5.413 spett.) |

| Vancouver 17 febbraio 2010, ore 14:30 UTC-8 | Canada | 13 – 1 (5-0, 7-0, 1-1) referto | Svezia | UBC Winter Sports Centre (5.483 spett.) |

Classifica
| Squadre    | Punti | PG | V | VOT | POT | P | GF | GS | DG  |
| ---------- | ----- | -- | - | --- | --- | - | -- | -- | --- |
| Canada     | 9     | 3  | 3 | 0   | 0   | 0 | 41 | 2  | +39 |
| Svezia     | 6     | 3  | 2 | 0   | 0   | 1 | 10 | 15 | -5  |
| Svizzera   | 3     | 3  | 1 | 0   | 0   | 2 | 6  | 15 | -9  |
| Slovacchia | 0     | 3  | 0 | 0   | 0   | 3 | 4  | 29 | -25 |

#### Fase ad eliminazione diretta
Semifinale
| Vancouver 22 febbraio 2010, ore 17:00 UTC-8 | Finlandia | 0 – 5 (0-2, 0-1, 0-2) referto | Canada | Canada Hockey Place |

Finale
| Vancouver 25 febbraio 2010, ore 15:30 UTC-8 | Canada | 2 – 0 (2-0, 0-0, 0-0) referto | Stati Uniti | Canada Hockey Place |

## Pattinaggio di figura
| Gara                  | Atleta                     | Obbligatorio | Obbligatorio | Breve/Originale | Breve/Originale | Libero | Libero | Totale | Totale |
| Gara                  | Atleta                     | Punti        | Pos,         | Punti           | Pos,            | Punti  | Pos,   | Punti  | Pos,   |
| --------------------- | -------------------------- | ------------ | ------------ | --------------- | --------------- | ------ | ------ | ------ | ------ |
| Individuale maschile  | Patrick Chan               |              |              | 81,12           | 7               | 160,30 | 5      | 241,42 | 5      |
| Individuale maschile  | Vaughn Chipeur             |              |              | 57,22           | 24              | 113,70 | 21     | 170,92 | 23     |
| Individuale femminile | Cynthia Phaneuf            |              |              | 57,16           | 14              | 99,46  | 13     | 156,62 | 12     |
| Individuale femminile | Joannie Rochette           |              |              | 71,36           | 3               | 131,28 | 3      | 202,64 |        |
| Gara a coppie         | Jessica Dubé Bryce Davison |              |              | 65,36           | 6               | 121,75 | 6      | 187,11 | 6      |
| Gara a coppie         | Anabelle Langlois Cody Hay |              |              | 64,20           | 7               | 115,77 | 9      | 179,97 | 9      |
| Danza su ghiaccio     | Vanessa Crone Paul Poirier | 31,14        | 15           | 48,17           | 17              | 85,29  | 12     | 164,60 | 14     |
| Danza su ghiaccio     | Tessa Virtue Scott Moir    | 42,74        | 2            | 68,41           | 1               | 110,42 | 1      | 221,57 |        |

## Pattinaggio di velocità
| Gara   | Atleta             | Tempo 1  | Tempo 2  | Totale   | Posizione |
| ------ | ------------------ | -------- | -------- | -------- | --------- |
| 500 m  | Anastasia Bucsis   | 39"879   | 39"876   | 1'19"755 | 34        |
| 500 m  | Christine Nesbitt  | 38"881   | 38"694   | 1'17"57  | 10        |
| 500 m  | Shannon Rempel     | 39"351   | 39"473   | 1'18"82  | 17        |
| 1000 m | Kristina Groves    | 1'16"78  | 1'16"78  | 1'16"78  | 4         |
| 1000 m | Christine Nesbitt  | 1'16"56  | 1'16"56  | 1'16"56  |           |
| 1000 m | Shannon Rempel     | 1'18"174 | 1'18"174 | 1'18"174 | 21        |
| 1000 m | Brittany Schussler | 1'18"31  | 1'18"31  | 1'18"31  | 25        |
| 1500 m | Kristina Groves    | 1'57"14  | 1'57"14  | 1'57"14  |           |
| 1500 m | Cindy Klassen      | 2'00"67  | 2'00"67  | 2'00"67  | 21        |
| 1500 m | Christine Nesbitt  | 1'58"33  | 1'58"33  | 1'58"33  | 6         |
| 1500 m | Brittany Schussler | 2'04"17  | 2'04"17  | 2'04"17  | 25        |
| 3000 m | Kristina Groves    | 4'04"84  | 4'04"84  | 4'04"84  |           |
| 3000 m | Clara Hughes       | 4'06"01  | 4'06"01  | 4'06"01  | 5         |
| 3000 m | Cindy Klassen      | 4'15"53  | 4'15"53  | 4'15"53  | 14        |
| 5000 m | Kristina Groves    | 7'04"57  | 7'04"57  | 7'04"57  | 6         |
| 5000 m | Clara Hughes       | 6'55"73  | 6'55"73  | 6'55"73  |           |
| 5000 m | Cindy Klassen      | 7'22"09  | 7'22"09  | 7'22"09  | 12        |

| Quarti di finale                                            |                    |                                                                         |         |
| Canada Kristina Groves Christine Nesbitt Brittany Schussler | 3'02"24            | Stati Uniti Jennifer Rodriguez Jilleanne Rookard Nancy Swider-Peltz, Jr | 3'02"19 |
| Finale C                                                    |                    |                                                                         |         |
| Canada Kristina Groves Christine Nesbitt Brittany Schussler | 3'01"41 (5º posto) | Paesi Bassi Diane Valkenburg Jorien Voorhuis Ireen Wüst                 | 3'02"04 |

| Gara   | Atleta                   | Tempo 1 | Tempo 2 | Totale   | Posizione |
| ------ | ------------------------ | ------- | ------- | -------- | --------- |
| 500 m  | Jamie Gregg              | 35"142  | 35"126  | 1'10"26  | 8         |
| 500 m  | Mike Ireland             | 35"386  | 35"253  | 1'10"63  | 16        |
| 500 m  | Kyle Parrott             | 35"577  | 35"767  | 1'11"344 | 21        |
| 500 m  | Jeremy Wotherspoon       | 35"094  | 35"188  | 1'10"282 | 9         |
| 1000 m | Denny Morrison           | 1'10"30 | 1'10"30 | 1'10"30  | 13        |
| 1000 m | Kyle Parrott             | 1'10"89 | 1'10"89 | 1'10"89  | 24        |
| 1000 m | François-Olivier Roberge | 1'10"75 | 1'10"75 | 1'10"75  | 20        |
| 1000 m | Jeremy Wotherspoon       | 1'10"35 | 1'10"35 | 1'10"35  | 14        |
| 1500 m | Mathieu Giroux           | 1'47"62 | 1'47"62 | 1'47"62  | 14        |
| 1500 m | Lucas Makowsky           | 1'48"61 | 1'48"61 | 1'48"61  | 19        |
| 1500 m | Denny Morrison           | 1'46"93 | 1'46"93 | 1'46"93  | 9         |
| 1500 m | Kyle Parrott             | 1'52"67 | 1'52"67 | 1'52"67  | 37        |
| 5000 m | Lucas Makowsky           | 6'28"71 | 6'28"71 | 6'28"71  | 13        |
| 5000 m | Denny Morrison           | 6'33"78 | 6'33"78 | 6'33"78  | 18        |

| Quarti di finale                                    |         |                                                                 |         |
| Canada Mathieu Giroux Lucas Makowsky Denny Morrison | 3'42"38 | Italia Matteo Anesi Enrico Fabris Luca Stefani                  | 3'46"35 |
| Semifinale                                          |         |                                                                 |         |
| Canada Mathieu Giroux Lucas Makowsky Denny Morrison | 3'42"22 | Norvegia Håvard Bøkko Henrik Christiansen Fredrik van der Horst | 3'43"44 |
| Finale A                                            |         |                                                                 |         |
| Canada Mathieu Giroux Lucas Makowsky Denny Morrison | 3'41"37 | Stati Uniti Brian Hansen Chad Hedrick Jonathan Kuck             | 3'41"58 |

## Salto con gli sci
| Gara               | Atleta                                                         | Qualificazioni | Qualificazioni | Qualificazioni | Finale          | Finale         | Finale          | Finale         | Finale       | Posizione |
| Gara               | Atleta                                                         | Lunghezza      | Punti          | Pos.           | Lungh. 1° salto | Punti 1° salto | Lungh. 2° salto | Punti 2° salto | Punti totali | Posizione |
| ------------------ | -------------------------------------------------------------- | -------------- | -------------- | -------------- | --------------- | -------------- | --------------- | -------------- | ------------ | --------- |
| Trampolino normale | MacKenzie Boyd-Clowes                                          | 92,5           | 105,0          | 44             |                 |                |                 |                |              |           |
| Trampolino normale | Eric Mitchell                                                  | 89,0           | 98,5           | 49             |                 |                |                 |                |              |           |
| Trampolino normale | Trevor Morrice                                                 | 92,0           | 103,5          | 46             |                 |                |                 |                |              |           |
| Trampolino normale | Stefan Read                                                    | 91,5           | 103,0          | 47             |                 |                |                 |                |              |           |
| Trampolino lungo   | MacKenzie Boyd-Clowes                                          | 111,0          | 83,8           | 45             |                 |                |                 |                |              |           |
| Trampolino lungo   | Eric Mitchell                                                  | 93,0           | 47,4           | 51             |                 |                |                 |                |              |           |
| Trampolino lungo   | Trevor Morrice                                                 | 106,0          | 73,8           | 49             |                 |                |                 |                |              |           |
| Trampolino lungo   | Stefan Read                                                    | 120,5          | 102,9          | 36             | 104,5           | 71,6           |                 |                | 71,6         | 46        |
| Gara a squadre     | MacKenzie Boyd-Clowes Eric Mitchell Trevor Morrice Stefan Read |                |                |                | -               | 294,6          |                 |                | 294,6        | 12        |

## Sci alpino
| Gara           | Atleta                 | 1° manche  | 2° manche  | Tempo totale | Posizione  |
| -------------- | ---------------------- | ---------- | ---------- | ------------ | ---------- |
| Slalom         | Julien Cousineau       | 49"59      | 51"07      | 1'40"66      | 8          |
| Slalom         | Michael Janyk          | 49"18      | 51"91      | 1'41"09      | 13         |
| Slalom         | Brad Spence            | non finito |            |              |            |
| Slalom         | Trevor White           | 49"53      | 57"64      | 1'47"17      | 31         |
| Gigante        | Patrick Biggs          | 1'21"71    | 1'23"12    | 2'44"83      | 35         |
| Gigante        | Robbie Dixon           | 1'19"20    | 1'21"78    | 2'40"98      | 24         |
| Gigante        | Erik Guay              | 1'19"38    | 1'20"25    | 2'39"63      | 16         |
| Gigante        | Brad Spence            | 1'20"61    | 1'25"63    | 2'46"24      | 42         |
| Super-g        | Robbie Dixon           | non finito | non finito | non finito   | non finito |
| Super-g        | Erik Guay              | 1'30"68    | 1'30"68    | 1'30"68      | 5          |
| Super-g        | Jan Hudec              | 1'32"09    | 1'32"09    | 1'32"09      | 24         |
| Super-g        | Manuel Osborne-Paradis | non finito | non finito | non finito   | non finito |
| Discesa        | Robbie Dixon           | non finito | non finito | non finito   | non finito |
| Discesa        | Erik Guay              | 1'54"64    | 1'54"64    | 1'54"64      | 5          |
| Discesa        | Jan Hudec              | 1'56"19    | 1'56"19    | 1'56"19      | 25         |
| Discesa        | Manuel Osborne-Paradis | 1'55"44    | 1'55"44    | 1'55"44      | 17         |
| Supercombinata | Louis-Pierre Hélie     | 1'56"58    | 55"00      | 2'51"58      | 30         |
| Supercombinata | Michael Janyk          | 1'59"75    | 51"02      | 2'50"77      | 26         |
| Supercombinata | Tyler Nella            | 1'56"60    | 56"05      | 2'52"65      | 32         |
| Supercombinata | Ryan Semple            | 1'56"13    | 52"13      | 2'48"26      | 15         |

| Gara           | Atleta                 | 1° manche   | 2° manche   | Tempo totale | Posizione   |
| -------------- | ---------------------- | ----------- | ----------- | ------------ | ----------- |
| Slalom         | Brigitte Acton         | 52"11       | 53"82       | 1'45"93      | 17          |
| Slalom         | Marie-Michèle Gagnon   | 55"64       | 53"87       | 1'49"51      | 31          |
| Slalom         | Anna Goodman           | 53"01       | 53"03       | 1'46"04      | 19          |
| Slalom         | Erin Mielzynski        | 52"60       | 53"49       | 1'46"09      | 20          |
| Gigante        | Anna Goodman           | 1'17"41     | 1'11"48     | 2'28"89      | 21          |
| Gigante        | Britt Janyk            | 1'18"13     | 1'11"66     | 2'29"79      | 25          |
| Gigante        | Marie-Pier Préfontaine | 1'18"01     | 1'12"50     | 2'30"51      | 29          |
| Gigante        | Shona Rubens           | 1'17"38     | 1'12"87     | 2'30"25      | 28          |
| Super-g        | Emily Brydon           | non finito  | non finito  | non finito   | non finito  |
| Super-g        | Britt Janyk            | 1'22"89     | 1'22"89     | 1'22"89      | 17          |
| Super-g        | Shona Rubens           | non finito  | non finito  | non finito   | non finito  |
| Super-g        | Georgia Simmerling     | 1'25"21     | 1'25"21     | 1'25"21      | 27          |
| Discesa        | Emily Brydon           | 1'47"88     | 1'47"88     | 1'47"88      | 16          |
| Discesa        | Britt Janyk            | 1'46"21     | 1'46"21     | 1'46"21      | 6           |
| Discesa        | Shona Rubens           | 1'48"53     | 1'48"53     | 1'48"53      | 21          |
| Discesa        | Georgia Simmerling     | non partita | non partita | non partita  | non partita |
| Supercombinata | Emily Brydon           | 1'26"49     | 46"27       | 2'12"76      | 14          |
| Supercombinata | Shona Rubens           | 1'26"90     | 45"68       | 2'12"58      | 12          |
| Supercombinata | Georgia Simmerling     | non partita |             |              |             |

## Sci di fondo
| Gara                        | Atleta                                 | Tempo d'arrivo | Posizione |
| --------------------------- | -------------------------------------- | -------------- | --------- |
| 15 km a tecnica libera      | Ivan Babikov                           | 34'30"0        | 8         |
| 15 km a tecnica libera      | George Grey                            | 35'13"0        | 29        |
| 15 km a tecnica libera      | Alex Harvey                            | 34'55"6        | 21        |
| 15 km a tecnica libera      | Gordon Jewett                          | 36'17"9        | 52        |
| 30 km inseguimento          | Ivan Babikov                           | 1h 15'20"5     | 5         |
| 30 km inseguimento          | George Grey                            | 1h 15'32"0     | 8         |
| 30 km inseguimento          | Alex Harvey                            | 1h 15'43"0     | 9         |
| 30 km inseguimento          | Devon Kershaw                          | 1h 16'23"6     | 16        |
| 50 km con partenza in linea | Ivan Babikov                           | 2h 10'50"2     | 33        |
| 50 km con partenza in linea | George Grey                            | 2h 06'18"1     | 18        |
| 50 km con partenza in linea | Alex Harvey                            | 2h 10'49"9     | 32        |
| 50 km con partenza in linea | Devon Kershaw                          | 2h 05'37"1     | 5         |
| Staffetta 4x10 km           | Devon Kershaw Ivan Babikov George Grey | 1h 47'03"2     | 7         |

| Gara              | Atleta                    | Qualificazioni | Qualificazioni | Quarti di finale | Quarti di finale | Semifinali | Semifinali | Finale  | Finale    |
| Gara              | Atleta                    | Tempo          | Pos.           | Tempo            | Pos.             | Tempo      | Pos.       | Tempo   | Posizione |
| ----------------- | ------------------------- | -------------- | -------------- | ---------------- | ---------------- | ---------- | ---------- | ------- | --------- |
| Individuale       | Drew Goldsack             | 3'44"28        | 40             |                  |                  |            |            |         |           |
| Individuale       | Devon Kershaw             | 3'40"50        | 24             | 3'39"9           | 5                |            |            |         |           |
| Individuale       | Stefan Kuhn               | 3'38"35        | 10             | 3'37"4           | 3                |            |            |         |           |
| Individuale       | Brent McMurtry            | 3'45"02        | 41             |                  |                  |            |            |         |           |
| Sprint di squadra | Devon Kershaw Alex Harvey |                |                |                  |                  | 18'49"2    | 4          | 19'07"3 | 4         |

| Gara                        | Atleta                                                            | Tempo d'arrivo | Posizione |
| --------------------------- | ----------------------------------------------------------------- | -------------- | --------- |
| 10 km a tecnica libera      | Madeleine Williams                                                | 27'43"6        | 51        |
| 15 km inseguimento          | Dasha Gaiazova                                                    | 44'35"9        | 47        |
| 15 km inseguimento          | Perianne Jones                                                    | 45'48"7        | 57        |
| 15 km inseguimento          | Sara Renner                                                       | 41'37"9        | 10        |
| 15 km inseguimento          | Madeleine Williams                                                | 44'11"2        | 41        |
| 30 km con partenza in linea | Sara Renner                                                       | 1h 34'04"2     | 16        |
| 30 km con partenza in linea | Madeleine Williams                                                | 1h 42'33"7     | 46        |
| Staffetta 4x5 km            | Daria Gaiazova Perianne Jones Chandra Crawford Madeleine Williams | 1h 00'05"0     | 16        |

| Gara              | Atleta                     | Qualificazioni | Qualificazioni | Quarti di finale | Quarti di finale | Semifinali | Semifinali | Finale  | Finale    |
| Gara              | Atleta                     | Tempo          | Pos.           | Tempo            | Pos.             | Tempo      | Pos.       | Tempo   | Posizione |
| ----------------- | -------------------------- | -------------- | -------------- | ---------------- | ---------------- | ---------- | ---------- | ------- | --------- |
| Individuale       | Chandra Crawford           | 3'47"25        | 18             | 3'50"0           | 6                |            |            |         |           |
| Individuale       | Daria Gaiazova             | 3'46"97        | 17             | 3'44"4           | 5                |            |            |         |           |
| Individuale       | Perianne Jones             | 3'54"27        | 41             |                  |                  |            |            |         |           |
| Individuale       | Sara Renner                | 3'51"79        | 34             |                  |                  |            |            |         |           |
| Sprint di squadra | Daria Gaiazova Sara Renner |                |                |                  |                  | 18'54"9    | 4          | 18'51"8 | 7         |

## Short track
| Gara             | Atleta                                                          | Batterie | Batterie | Quarti di finale | Quarti di finale | Semifinali | Semifinali | Finale   | Finale |
| Gara             | Atleta                                                          | Tempo    | Pos.     | Tempo            | Pos.             | Tempo      | Pos.       | Tempo    | Pos.   |
| ---------------- | --------------------------------------------------------------- | -------- | -------- | ---------------- | ---------------- | ---------- | ---------- | -------- | ------ |
| 500 m            | Jessica Gregg                                                   | 44"009   | 2        | 43"956           | 2                | 43"854     | 1          | 44"204   | 4      |
| 500 m            | Kalyna Roberge                                                  | 44"254   | 2        | 44"143           | 2                | 43"633     | 3          | 44"824   | 6      |
| 500 m            | Marianne St-Gelais                                              | 44"708   | 1        | 44"316           | 1                | 43"241     | 2          | 43"707   |        |
| 1000 m           | Jessica Gregg                                                   | 1'32"565 | 1        | 1'30"207         | 2                | 1'33"139   | 4          | 1'32"333 | 6      |
| 1000 m           | Kalyna Roberge                                                  | 1'31"03  | 1        | 1'30"769         | 2                | 1'30"736   | 3          | 1'32"122 | 5      |
| 1000 m           | Tania Vicent                                                    | 1'37"561 | 2        | squalificata     | squalificata     |            |            |          |        |
| 1500 m           | Valérie Maltais                                                 |          |          | 2'30"321         | 3                | 2'23"722   | 5          |          |        |
| 1500 m           | Kalyna Roberge                                                  |          |          | 2'23"619         | 2                | 2'47"998   | 5          |          |        |
| 1500 m           | Tania Vicent                                                    |          |          | 2'24"100         | 2                | 2'24"742   | 2          | 2'23"035 | 8      |
| 3000 m staffetta | Jessica Gregg Valérie Maltais Kalyna Roberge Marianne St-Gelais |          |          |                  |                  | 4'11"476   | 2          | 4'09"137 |        |

| Gara             | Atleta                                                                                   | Batterie | Batterie | Quarti di finale | Quarti di finale | Semifinali   | Semifinali   | Finale   | Finale |
| Gara             | Atleta                                                                                   | Tempo    | Pos.     | Tempo            | Pos.             | Tempo        | Pos.         | Tempo    | Pos.   |
| ---------------- | ---------------------------------------------------------------------------------------- | -------- | -------- | ---------------- | ---------------- | ------------ | ------------ | -------- | ------ |
| 500 m            | Charles Hamelin                                                                          | 41"463   | 1        | 40"770           | 1                | 40"964       | 1            | 40"981   |        |
| 500 m            | Olivier Jean                                                                             | 41"737   | 2        | 41"275           | 2                | squalificato | squalificato |          |        |
| 500 m            | François-Louis Tremblay                                                                  | 41"397   | 1        | 41"326           | 1                | 41"515       | 2            | 46"366   |        |
| 1000 m           | Charles Hamelin                                                                          | 1'25"256 | 1        | 1'25"300         | 1                | 1'25"062     | 2            | 1'24"329 | 4      |
| 1000 m           | François Hamelin                                                                         | 1'25"714 | 1        | 1'25"037         | 2                | 1'45"324     | 3            | 1'25"206 | 5      |
| 1500 m           | Guillaume Bastille                                                                       |          |          | squalificato     | squalificato     |              |              |          |        |
| 1500 m           | Charles Hamelin                                                                          |          |          | 2'16"153         | 2                | 2'11"225     | 3            | 2'18"243 | 7      |
| 1500 m           | Olivier Jean                                                                             |          |          | 2'14"279         | 1                | 2'32"358     | 6            | 2'18"806 | 4      |
| 5000 m staffetta | Guillaume Bastille Charles Hamelin François Hamelin Olivier Jean François-Louis Tremblay |          |          |                  |                  | 6'43"610     | 2            | 6'44"224 |        |

## Skeleton
| Gara              | Atleta                | Manche 1     | Manche 2     | Manche 3     | Manche 4     | Totale       | Posizione    |
| ----------------- | --------------------- | ------------ | ------------ | ------------ | ------------ | ------------ | ------------ |
| Singolo maschile  | Mike Douglas          | squalificato | squalificato | squalificato | squalificato | squalificato | squalificato |
| Singolo maschile  | Jon Montgomery        | 52"60        | 52"57        | 52"20 TR     | 52"36        | 3'29"73      |              |
| Singolo maschile  | Jeff Pain             | 53"03        | 53"18        | 53"00        | 52"65        | 3'31"86      | 9            |
| Singolo femminile | Amy Gough             | 54"14        | 54"78        | 53"92        | 54"17        | 3'37"01      | 7            |
| Singolo femminile | Mellisa Hollingsworth | 54"18        | 54"17        | 53"81        | 54"44        | 3'36"60      | 5            |
| Singolo femminile | Michelle Kelly        | 54"73        | 55"49        | 55"56        | 55"01        | 3'40"79      | 13           |

## Slittino
| Atleta            | Gara                        | Manche 1 | Manche 2 | Manche 3 | Manche 4 | Totale   | Posizione |
| ----------------- | --------------------------- | -------- | -------- | -------- | -------- | -------- | --------- |
| Singolo maschile  | Jeff Christie               | 48"881   | 48"904   | 49"308   | 48"730   | 3'15"623 | 14        |
| Singolo maschile  | Ian Cockerline              | 49"033   | 49"132   | 49"297   | 48"871   | 3'16"243 | 20        |
| Singolo maschile  | Sam Edney                   | 48"754   | 48"793   | 48"920   | 48"373   | 3'14"840 | 7         |
| Singolo femminile | Alex Gough                  | 42"275   | 42"411   | 42"346   | 42"359   | 2'49"391 | 18        |
| Singolo femminile | Regan Lauscher              | 42"368   | 42"289   | 42"211   | 42"153   | 2'49"021 | 15        |
| Singolo femminile | Meaghan Simister            | 42"524   | 42"497   | 42"787   | 42"662   | 2'50"470 | 25        |
| Doppio            | Chris Moffat Mike Moffat    | 41"675   | 41"675   | 41"723   | 41"723   | 1'23"398 | 7         |
| Doppio            | Tristan Walker Justin Snith | 42"100   | 42"100   | 42"120   | 42"120   | 1'24"220 | 15        |

## Snowboard
| Gara               | Atleta           | Qualificazioni | Qualificazioni  | Semifinali | Semifinali | Finale    | Finale |
| Gara               | Atleta           | Punteggio      | Pos.! Punteggio | Pos.       | Punteggio  | Posizione |        |
| ------------------ | ---------------- | -------------- | --------------- | ---------- | ---------- | --------- | ------ |
| Halfpipe maschile  | Jeff Batchelor   | 18,5           | 17              |            |            |           |        |
| Halfpipe maschile  | Justin Lamoureux | 35,4           | 9               | 36,2       | 6          | 35,9      | 7      |
| Halfpipe maschile  | Brad Martin      | 27,5           | 13              |            |            |           |        |
| Halfpipe femminile | Sarah Conrad     | 31,2           | 15              | 21,4       | 12         |           |        |
| Halfpipe femminile | Mercedes Nicoll  | 34,6           | 10              | 40,1       | 3          | 34,3      | 6      |
| Halfpipe femminile | Palmer Taylor    | 13,7           | 26              |            |            |           |        |

| Gara                        | Atleta             | Qualificazioni | Qualificazioni | Ottavi      | Ottavi | Quarti      | Quarti | Semifinale  | Semifinale | Finale      | Finale |
| --------------------------- | ------------------ | -------------- | -------------- | ----------- | ------ | ----------- | ------ | ----------- | ---------- | ----------- | ------ |
| Gigante parallelo maschile  | Jasey-Jay Anderson | 1'17"97        | 10             | J. Anderson |        | J. Anderson |        | J. Anderson |            | J. Anderson |        |
| Gigante parallelo maschile  | Jasey-Jay Anderson | 1'17"97        | 10             | T. Jewell   | +1"18  | R. Flander  | +7"02  | S. Detkov   | +1"72      | B. Karl     | +0"35  |
| Gigante parallelo maschile  | Michael Lambert    | 1'17"81        | 6              | M. Lambert  | +12"05 |             |        |             |            |             |        |
| Gigante parallelo maschile  | Michael Lambert    | 1'17"81        | 6              | S. Detkov   |        |             |        |             |            |             |        |
| Gigante parallelo maschile  | Matthew Morison    | 1'17"69        | 5              | M. Morison  | DSQ    |             |        |             |            |             |        |
| Gigante parallelo maschile  | Matthew Morison    | 1'17"69        | 5              | Z. Kosir    |        |             |        |             |            |             |        |
| Gigante parallelo femminile | Caroline Calvé     | 1'26"38        | 20             |             |        |             |        |             |            |             |        |
| Gigante parallelo femminile | Alexa Loo          | 1'24"22        | 9              | A. Loo      | +0"01  |             |        |             |            |             |        |
| Gigante parallelo femminile | Alexa Loo          | 1'24"22        | 9              | A. Karstens |        |             |        |             |            |             |        |
| Gigante parallelo femminile | Kimiko Zakreski    | -              | 29             |             |        |             |        |             |            |             |        |

| Gara                      | Atleta            | Qualificazioni | Qualificazioni | Ottavi | Quarti | Semifinali | Finale |
| ------------------------- | ----------------- | -------------- | -------------- | ------ | ------ | ---------- | ------ |
| Snowboard cross maschile  | François Boivin   | 1'22"75        | 15             | 1      | 4      |            |        |
| Snowboard cross maschile  | Robert Fagan      | 1'21"87        | 10             | 1      | 1      | 3          | 5      |
| Snowboard cross maschile  | Drew Neilson      | 1'22"01        | 11             | 2      | 4      |            |        |
| Snowboard cross maschile  | Mike Robertson    | 1'20"15        | 3              | 1      | 1      | 1          |        |
| Snowboard cross femminile | Dominique Maltais | 1'45"56        | 20             |        |        |            |        |
| Snowboard cross femminile | Maëlle Ricker     | 1'25"45        | 3              |        | 1      | 1          |        |